# Список русскоязычных исследователей Таиланда
В список включены авторы русскоязычные исследований, чья основная область научных интересов — Таиланд и тайская культура (таистика).
- Айммонгкхон Бонгкот
  - Тайско-русская фонетическая интерференция: сегментный уровень. Дисс. … к.филол.н. СПб, СПбГУ. 2008.
- Афанасьева, Елена Николаевна (1958—2016)
  - Становление новой лаосской литературы (50-80-е гг. XX в.). Дисс. … к.филол.н. М., ИМЛИ. 1989.
  - Традиционное лаосское стихосложение / Литература и культура народов Востока. М.: Наука ГРВЛ, 1989. С. 3-23.
  - Влияние индийской дидактической прозы. «Супхасит». Особенности жанра и его функционирования в Таиланде и Лаосе/ Взаимосвязи и закономерности развития литератур Центральной и Восточной Азии. М.: Наука ГРВЛ, 1991. С. 68-88.
  - К проблеме фольклорных истоков жанра повествовательной поэмы в литературах Таиланда и Лаоса / Литература и культура народов Востока. М.: Наука ГРВЛ, 1991. С. 11-23.
  - Влияние индийской и европейской литературных традиций на процесс становления новой драматургии Таиланда / Взаимодействие культур и литератур Востока и Запада. М.: Наука ГРВЛ, 1992. С. 76-87.
  - Влияние фольклора на развитие современных литератур Таиланда и Лаоса / Фольклор в современном мире. М.: Наука, 1992. С. 97-121.
  - К проблеме функционирования архаических элементов в современной литературе/ Литературные связи и литературный процесс. Материалы Всероссийской межведомственной научной конференции. Сборник докладов. Ижевск: Изд-во Удмуртского ун-та, 1992. С. 63-70.
  - Литература. Театр. Традиционная кухня/ Лаос. Справочник. М.: Восточная литература, 1994. С. 217—232, 244—249, 43-45.
  - Изучение литератур отдельных регионов в Таиланде и Лаосе. Studies of Regional Literatures in Thailand and Laos (на английском языке) / Национальное строительство и литературный/ культурный процесс в Юго-Восточной Азии. National Build-Up and Literary/ Cultural Process in South-East Asia. — М.: Нусантара — ИСАА при МГУ, 1997. С. 223—232.
  - «Баан» и «мыанг» как полисемантические идиомы для ключевых понятий тайской культуры (на английском языке). Baan and Muang as Polysemantic Expressions for Tai Key Conceptions/ Тайская культура. Международный журнал исследований тайской культуры. Tai Culture. International Review on Tai Cultural Studies. Vol. III, No. 2 December 1998. pp. 27-30.
  - Духи, демоны и гении в тайском фольклоре и литературе / Восточная демонология. От народных верований к литературе. — М.: Наследие, 1998. С. 148—195.
  - Популярный миф буддизма тхеравады/ Фольклор и мифология Востока в сравнительно-типологическом освещении. — М.: Наследие, 1999. С. 177—197.
  - Инао (Панджи) в Таиланде (на английском языке) Inao (Panji) in Thailand/ Индонезийский и малайский мир во втором тысячелетии: основные вехи развития. Indonesian and Malay World in the Second Millenium: Milestones of Development. — М.: Нусантара — ИСАА при МГУ, 2000. С. 24-27.
  - Фольклорные истоки и развитие жанра повествовательной поэмы в Таиланде и Лаосе (на английском языке) Folklore Origin and Evolution of the Narrative Poem Genre in Thailand and Laos/ Тайская культура. Международный журнал исследований тайской культуры. Tai Culture. International Review on Tai Cultural Studies. Vol. V, No. 1 June 2000. pp. 125—132.
  - Добрые и злые духи Страны нагов/ Азия и Африка сегодня, № 11, 2000.
  - Буддизм тхеравады и развитие тайской литературы 13-17 вв. М.,ИМЛИ РАН. 2003. 318 стр.
- Баранова, Татьяна Вячеславовна
  - Развитие народного образования и его роль в социально-политической модернизации таиландского общества 1980—1990-х гг. Дисс. … к.и.н. М., Ин-т стран Азии и Африки при МГУ. 2005.
- Берзин, Эдуард Оскарович (1931—1997)
  - Сиам и европейские державы в 30-80-х годах XVII века. Автореф.дисс. … к.и.н. М., МГУ. 1961.
  - Борьба европейских держав за сиамский рынок (30-80-е годы XVII в.). М., ИВЛ. 1962. 263 стр. 1200 экз.
  - Католическая церковь в Юго-Восточной Азии. М., Наука. 1966. 320 стр. 2000 экз.
  - Католическая церковь в Юго-Восточной Азии (XVI-начало XX вв.). Автореф.дисс. … д.и.н. М., ИВ. 1969.
  - История Таиланда. (Краткий очерк). М., Наука. 1973. 319 стр. 4500 экз.
  - Современный Таиланд: Справочник. (Э. О. Берзин, С. С. Грикуров, В. М. Дольникова и др. Отв. ред. Н. А. Симония). М., Наука. 1976. 400 стр. 12000 экз.
  - Юго-Восточная Азия в 13-16 вв. М., Наука. 1982. 332 стр.
  - Юго-Восточная Азия и экспансия Запада в 17-начале XVIII века. М., Наука. 1987. 463 стр. 1000 экз.
  - Нострадамус и его предсказания. М., Республика. 1992. 316 стр. 150000 экз.
  - Юго-Восточная Азия с древнейших времен до 13 века. М., ВЛ. 1995. 352 стр. 1000 экз.
- Воравонг Виват
  - Взаимосвязь интеллекта учителя и ученика с их взаимоотношениями: Кросскультурное исследование на российской и тайской выборках. Автореф.дисс. … к.педагог.н. М., Ин-т психологии. 1997.
- Гордон, Александр Владимирович
  - Вопросы типологии крестьянских обществ Азии (Научно-аналитический обзор дискуссий американских этнографов о социальной организации и межличностных отношениях в тайской деревне). М., ИНИОН. 1980. 136 стр.
- Гохман, Всеволод Ильич (1948—2004)
  - Шаны Бирмы. (Историко-этнографический очерк). Автореф.дисс. … к.и.н. Л., ИЭ. 1977.
  - Реконструкция системы инициалей прото-ли. СПб, б.и. 1992. 58 стр.
  - Реконструкция прото-дун-шуйской системы инициалей. СПб, б.и. 1992. 49 стр. 150 экз.
  - Историческая фонетика тайских языков. М., Наука. 1992. 213 стр. 400 экз. (то же: дисс. … д.филол.н. СПб, 1993)
- Дольникова, Валентина Адамовна (1927—2013)
  - Формирование и положение рабочего класса Таиланда. Автореф.дисс. … к.и.н. М., МГУ. 1966.
  - Рабочий класс Таиланда. М., Наука. 1971. 255 стр. 1500 экз.
  - Урбанизация в развивающихся странах. (На примере Таиланда). Научно-аналитический обзор. М., ИНИОН. 1977. 62 стр.
  - Таиланд. Социальная история в свете демографических процессов. Автореф.дисс. … д.и.н. М., МГУ. 1997.
  - Бектимирова Н. Н., Дольникова В. А. Камбоджа и Таиланд: тенденции политического развития (1980—2000). М., Гуманитарий. 2007. 224 стр.
- Зубов, Андрей Борисович
  - Политическое развитие таиландского общества в 1950—1970-е гг. (Опыт анализа избирательной статистики). Автореф.дисс. … к.и.н. М., ИВ. 1978.
  - Парламентаризм в Таиланде (Опыт исследования политического развития современного восточного общества методом анализа статистики парламентских выборов). М., Наука. 1982. 262 стр. 1100 экз.
  - Историко-культурные закономерности адаптации парламентских институтов на Востоке. Автореф.дисс. … д.и.н. М., МГУ. 1989.
  - Парламентская демократия и политическая традиция Востока. М., Наука. 1990. 390 стр. 1200 экз.
- Иванова, Елена Владимировна (р.1934)
  - Тайские народы Таиланда (Историко-этнографический очерк). Автореф.дисс. … к.и.н. Л., ИЭ. 1967.
  - Тайские народы Таиланда. М., Наука. 1970. 200 стр. 1200 экз.
  - Культура тайцев Таиланда: (К проблеме этнокультурных связей тайского этноса). Дисс. … д.и.н. СПб, 1993.
  - Очерки культуры тайцев Таиланда. М., ВЛ. 1996. 303 стр.
  - Одежда и украшения народов Юго-Восточной Азии: Опыт сравнительно-типологического исследования. СПб, 2002. 173 стр.
- Калашников, Николай Иванович
  - Правящие элиты, бюрократия и государственная власть на современном Востоке. (По материалам Индонезии и Таиланда 50-70-х гг. XX века). Автореф.дисс. … к.и.н. М., ИВ. 1975.
  - Эволюция политической системы Таиланда. М., Наука. 1987. 187 стр. 950 экз.
- Корнев, Владимир Иванович (р.1931)
  - Серебряный ключ. Тайские сказки. / Пер. и примеч. В. И. Корнева. Послесл. Г. Г. Стратановича. М., ИВЛ. 1963. 231 стр. 115000 экз.
  - Тайская сказка. Автореф.дисс. … к.филол.н. М., ИНА. 1964.
  - Литература Таиланда. Краткий очерк. (Серия «Литература Востока»). М., Наука. 1971. 238 стр. 1700 экз.
  - Тайский буддизм. М., Наука. 1973. 167 стр. 10000 экз.
  - Таиланд: студенты и политика. 70-е годы. М., Наука. 1981. 223 стр. 1600 экз.
  - Буддизм и его роль в общественной жизни стран Азии. М., Наука. 1983. 248 стр. 10000 экз.
  - Буддизм Тхеравады и его роль в общественной жизни стран Южной и Юго-Восточной Азии. Автореф.дисс. … д.и.н. М., ИВ. 1985.
  - Буддизм и общество в странах Южной и Юго-Восточной Азии. М., Наука. 1987. 223 стр. 5000 экз.
  - Буддизм: Теоретический курс авторизованного изложения. М., МЭГУ. 1993. 168 стр. 300 экз
- Колдунова, Екатерина Валерьевна
  - Внутренние факторы внешнеполитического процесса в Таиланде/ Е. В. Колдунова// Внешнеполитический процесс в странах Востока. Под ред. Д. В. Стрельцова. М., Аспект Пресс, 2011. С.137-165. 500 экз.
  - Политические системы и политические культуры стран Юго-Восточной Азии. Королевство Таиланд/ Е. В. Колдунова// Восток и политика: Политические системы, политические культуры, политические процессы. Под ред. А. Д. Воскресенского. М., Аспект Пресс, 2011. С.399-403. 1000 экз.
  - Таиланд и проблема формирования государственных границ в Юго-Восточной Азии/Е. В. Колдунова// Территориальный вопрос в Афро-Азиатском мире. Под ред. Д. В. Стрельцова. М., Аспект Пресс, 2013. С.148-159. 500 экз.
  - Этноконфессиональная проблема юга Таиланда/Е. В. Колдунова// Конфликты на Востоке: этнические и конфессиональные. Под ред. А. Д. Воскресенского. М., Аспект Пресс, 2008. С.420-439. 2500 экз.
  - Проблемы экологических изменений в Таиланде: политические и экономические аспекты/ Е. В. Колдунова// Под ред. Д. В. Стрельцова и Р. А. Алиева. М., Аспект Пресс, 2012. С.215-221. 500 экз.
- Ларионова, Людмила Владимировна
  - Буржуазная революция в Таиланде 1932—1934 гг. Автореф.дисс. … к.и.н. М., ИВ. 1977.
  - Учебное пособие по общественно-политическому переводу для III курса : (тайский язык) / Л. В. Ларионова ; МГИМО. — М., 1983. — 122 с.
  - Русско-лаосский словарь : 24000 слов и выражений / Л. В. Ларионова и др. ; под ред. Л. Н. Морева ; Ин-т языкознания РАН ; Ин-т востоковедения РАН ; Ин-т по изучению культуры Лаоса. — М. : Восточная литература, 2004. — 822 с. — ISBN 5-02-018386-5.
- Мельниченко, Борис Николаевич
  - Социально-экономические и государственно-административные реформы в Таиланде (Сиаме) в конце XIX-начале XX веков. Автореф.дисс. … к.и.н. Л., ЛГУ. 1969.
  - Социальные реформы в Таиланде в конце XIX — начале XX в. М., ЛГУ. 1976. 106 стр. 1400 экз.
  - Буддизм в истории сиамского государства XV-начала XX в. Автореф.дисс. … д.и.н. СПб, СПбГУ. 1992.
  - Буддизм и королевская власть: (Буддизм в истории Сиамского государства, 13-нач.20 в.). СПб, Изд-во СПбГУ. 1996. 163 стр. 800 экз.
  - Кычанов Е. И., Мельниченко Б. Н. История Тибета с древнейших времен до наших дней. М., ВЛ. 2005.
- Морев, Лев Николаевич (1923—2012)
  - Морев Л. Н., Плам Ю. Я., Фомичева М. Ф. Тайский язык. (Серия «Языки зарубежного Востока и Африки»). М., ИВЛ. 1961. 150 стр. 1200 экз.
  - Синтаксис простого предложения в тайском языке. Автореф.дисс. … к.филол.н. М., ИНА. 1962.
  - Основы синтаксиса тайского языка. М., Наука. 1964. 124 стр. 1000 экз.
  - Морев Л. Н., Москалев А. А., Плам Ю. Я. Лаосский язык. (Серия «Языки народов Азии и Африки»). М., Наука. 1972. 255 стр. 1100 экз.
  - Язык лы. (Серия «Языки народов Азии и Африки»). М., Наука. 1978. 99 стр. 1100 экз.
  - Шанский язык. (Серия «Языки народов Азии и Африки»). М., Наука. 1983. 1150 экз.
  - Язык сэк. (Серия «Языки народов Азии и Африки»). М., Наука. 1988. 103 стр. 700 экз.
  - Сопоставительная грамматика тайских языков. М., Наука. 1991. 230 стр. 500 экз. (то же: дисс. … д.филол.н. М., 1990.)
  - Тайско-русский словарь. Около 26000 слов. / Сост. Л. Н. Морев. Под ред. С.Семсапана. М., Советская энциклопедия. 1964. 985 стр. 2000 экз.
  - Морев Л. Н., Васильева В. Х., Плам Ю. Я. Лаосско-русский словарь. Около 25000 слов. / Под ред. Пхайротха Вонгвиратха. М., Русский язык. 1982. 951 стр. 20000 экз.
  - Морев Л. Н., Кедайтене Е. И., Митрохина В. И. Учебный русско-лаосский словарь: 2100 слов. М., Русский язык. 1984. 350 стр. 14000 экз. 2-е изд. 1987. 10700 экз.
  - Русско-лаосский учебный словарь. (Для продвинутого этапа). 5000 слов. М., Русский язык. 1985. 560 стр. 10205 экз.
  - Русско-лаосский словарь. 24 тыс. слов и выражений. / Под ред. Л. Н. Морева. М., ВЛ. 2004. 822 стр.
- Осипов, Юрий Михайлович (1931—2003)[1]
  - Бирманская драматургия. Театральная энциклопедия в 5-ти т., т. 1. М., 1961. С. 587—588.
  - Бирманская литература. Краткая литературная эенциклопедия в 9-ти т., т. 1. М., 1962. С. 632—628.
  - Краткий тхайско-русский словарь. Около 3500 слов. / Сост. Ю. М. Осипов. Л., Издательство ЛГУ. 1964. 332 стр. 350 экз.
  - От буддийской джатаки к современной новелле. В кн.: Это случилось в полнолуние. М., 1965. С. 6-12.
  - Вопросы словообразования в современном тхайском (сиамском) языке. Автореф.дисс. … к.филол.н. Л., ЛГУ. 1966.
  - Герой яванского эпоса в классической литературе Сиама и Бирмы. В кн.: Филология и история стран Зарубежной Азии и Африки: Тезисы докладов. Л., 1967. С. 39-37.
  - Ассигнация в сто батов. Новеллы писателей Таиланда. / Сост. и пер. с тайского и кит. Ю. М. Осипова. (Серия «Современная восточная новелла»). М., Наука. 1968. 128 стр. 30000 экз.
  - Вопросы словообразования в современном тайском языке. М., Наука. 1969. 82 стр. 1000 экз.
  - Яванское сказание на литературной почве Юго-Восточной Азии. В кн.: Фольклор и этнография. Л., 1970. С. 224—229.
  - Пьоу. Краткая литературн. энциклопедия в 9-ти т. Т. 6. М., 1971. С. 118—119.
  - Буддийские джатаки в литературах Бирмы, Камбоджи, Сиама (Таиланда). Вестн. Ленингр. ун-та, 1971. № 20.
  - Гомологичные черты в развитии литератур Бирмы, Камбоджи, Таиланда. В кн.: IV науч. конф. по истории, языкам, культуре Юго-Восточной Азии: Тезисы докладов. Л., 1972. С. 53-54.
  - Сиамская литература. История всемирной литературы в 9-ти т., т. 4, вып. 8. М., 1973. С. 50-61.
  - К истории проникновения яванского сюжета в классическую литературу Сиама (Таиланда). В кн.: Вопросы филологии стран Азии и Африки. Вып. 2. Л., 1973. С. 156—160.
  - Сказание о Раме в Сиаме (Таиланде). В кн.: Историко-филологические исследования: Сб. статей памяти акад. Н. И. Конрада. М., 1974. С. 271—276.
  - Индийские сюжеты в Бирме, Камбодже, Сиаме (Таиланде). К вопросу о литературных связях Индии и материковой части Юго-Восточной Азии в период до XVIII в. В кн.: Типология и взаимосвязи средневековых литератур Востока и Запада. М., 1974. С. 308—322.
  - О сходстве в развитии жанровой системы литератур Индокитая. В кн.: Теоретические проблемы литератур Дальнего Востока: Тезисы докладов 7-й науч. конф. Л., 1976. С. 65-66.
  - К вопросу о характере эпики в словесности народов Индокитая. Вестн. Ленингр. ун-та, 1976. № 8. С. 91-97.
  - «Вессанрара-джатака» в странах Индокитая: К проблеме межлитературных связей. Учен.зап. Ленингр. ун-та, 1976. № 383. Сер. востоковед. наук, вып. 18. С. 125—137.
  - «Вессанрара-джатака» как литературная основа буддийского ритуала в странах Индокитая: На примере «Тхет Махачат» в Таиланде. Учен.зап. Ленингр. ун-та, 1977. № 389. Сер. востоковед. наук, вып. 19. С. 162—171.
  - Жанры исторической прозы в литературах Индокитая. Вестн. Ленингр. ун-та, 1978. № 14. С. 75-81.
  - Литературы Индокитая: Жанры, сюжеты, памятники. Л., Издательство ЛГУ. 1980. 280 стр. 1324 экз. (то же: дисс. … д.филол.н. Л., ЛГУ. 1980.)
  - Очерки истории лаосской классической литературы. СПб, Издательство СПбГУ. 1991. 166 стр. 577 экз.
  - История бирманской литературы XI—XIX вв. СПб, Издательство СПбГУ. 1994. 240 стр. 241 экз.
- Плам, Юрий Яковлевич (1921—1994)
  - Проблема морфологических категорий в тайском языке. (На материале глагола). Автореф.дисс. … к.филол.н. М., ИНА. 1963.
  - Морфологические категории в тайском языке. На материале глагола. М., Наука. 1985. 128 стр. 800 экз.
  - Работы в соавторстве с Л. Н. Моревым — см. выше
- Ребрикова, Нина Васильевна (р.1920)
  - Американская экспансия в Таиланде (1945—1952 годы). Автореф.дисс. … к.и.н. М., ИВ. 1954.
  - Таиланд (Сиам). М., Госполитиздат. 1957. 104 стр. 50000 экз.
  - Американская политика в Таиланде. М., ИВЛ. 1959. 102 стр. 2300 экз.
  - Очерки новейшей истории Таиланда. (1918—1959). М., ИВЛ. 1960. 215 стр. 2000 экз.
  - Очерки новой истории Таиланда (1768—1917). М., Наука. 1966. 304 стр. 1900 экз.
  - Таиланд. Социально-экономическая история (13-18 вв.). М., Наука. 1977. 286 стр. 1600 экз.
  - Ребрикова Н. В., Калашников Н. И. Таиланд: общество и государство. М., Наука. 1984. 270 стр. 1400 экз.
- Тхунжитт Кантасса
  - Политический экстремизм в современном Таиланде. М., Издатель Воробьев А. В. 2008. 135 стр. (МГУ)
- Трифонов, Сергей Евгеньевич
  - Король Чулалонгкорн в России (совместно с Мельниченько Б. Н.)
- Фёдоров, Василий Андреевич
  - Эволюция социально-политической роли армии в Таиланде (1945—1978 гг.). Автореф.дисс. … к.и.н. М., ИВ. 1979.
  - Армия и политический режим в Таиланде (1945—1980). М., Наука. 1982. 151 стр. 1500 экз.
  - Эволюция авторитарных режимов на Востоке. М.,Наука-ВЛ. 1992. 197 стр. 400 экз.
  - Армия и модернизация в странах Востока. М., ИВ РАН. 1999. 171 стр.
- Фомичева, Маргарита Федоровна (1928-)
  - Соавтор книги «Тайский язык» (М., 1961) — см. выше (Л. Н. Морев)
  - Имя существительное в тайском языке. (Структурные свойства и особенности сочетаемости). Автореф.дисс. … к.филол.н. М., МГУ. 1975.
  - Учебное пособие по тайскому языку для студентов I курса. М., Издательство МГУ. 1990. 254 стр. 400 экз.
- Хамаганов, Батор Петрович
  - Особенности методики подготовки спортсменов в тайском боксе. Дисс. … к.педагог.н. Улан-Удэ, 2004.
- Шустров, Павел Евгеньевич
  - Экономическая политика государства в Таиланде. 1945—2005 гг. Дисс. … к.э.н. М., ИСАА при МГУ. 2006.